# Politisk filosofi
Politisk filosofi er den del af fagfilosofien, der beskæftiger sig med politik.
Politisk filosofi er således en gren af filosofien, der undersøger karakteren af politiske institutioner, styring, autoritet, retfærdighed, rettigheder og forholdet mellem individer og staten. Den søger at udforske og forstå de principper og idealer, der understøtter politiske systemer og de bedste måder at organisere samfund på for at opnå en retfærdig orden. Politiske filosoffer undersøger forskellige politiske teorier og begreber og analyserer kritisk deres fordele og implikationer for samfundsmæssigt velbefindende og individuel frihed. Disciplinen har en lang historie og er fortsat relevant i at forme og forstå den politiske diskurs og beslutningsprocesserne i det moderne samfund.
Der ligger en filosofisk anskuelse bag de fleste danske partier og hos de fleste almindelige mennesker, der har en politisk holdning. En teori om hvad mennesket er, hvad retfærdighed er osv.

## Historie

### Antikken
Antikkens politiske filosofi refererer til studiet og udforskningen af politiske ideer, teorier og systemer i antikke civilisationer, såsom dem i det antikke Grækenland, Rom og andre tidlige samfund. Tænkere som Platon, Aristoteles og Cicero var fremtrædende skikkelser på dette felt, og deres skrifter udforskede emner som retfærdighed, regeringsførelse, den ideelle stat og den politiske magts natur. Disse ældgamle filosofiske ideer har væsentligt påvirket moderne politisk tankegang og er fortsat relevante i forståelsen af nutidige politiske spørgsmål.

### Middelalderen
Middelalderlig politisk filosofi er de ideer, teorier og diskussioner om politiske spørgsmål, der dukkede op i middelalderen, groft set fra det 4. til det 15. århundrede. Denne periode rummede en kobling af kristen teologi, klassisk filosofi og praktiske politiske bekymringer, hvilket førte til en mangfoldig politisk tankegang. Vigtige politiske filosoffer fra perioden omfatter blandt andet Augustin, Thomas Aquinas og Dante.

### Renæssancen og reformationen
Den moderne politiske filosofi begynder i renæssancen med tænkere som Niccolò Machiavelli, der i "Fyrsten" introducerede en realistisk tilgang til politisk ledelse med fokus på magt og pragmatisme. Thomas More skitserede i "Utopia" en ideel samfundsstruktur, hvilket også satte tankerne om alternative samfundsmodeller i gang.

### Nyere tid og oplysningstid
Oplysningstiden markerede en vigtig periode med store filosofiske bidrag. Thomas Hobbes argumenterede i "Leviathan" for nødvendigheden af en stærk centralmagt for at undgå kaos og krigstilstand (naturtilstanden). John Locke grundlagde liberalismen med sine idéer om naturlige rettigheder og regeringens samtykke i "Two Treatises of Government". Jean-Jacques Rousseau introducerede begrebet "den generelle vilje" i "Samfundspagten", der fremhævede folkets suverænitet.

### Moderne tid
Den industrielle revolution og fremkomsten af kapitalismen førte til kritiske analyser og nye politiske teorier. Karl Marx udviklede en grundlæggende kritik af kapitalismen og foreslog en proletarisk revolution i "Det Kommunistiske Manifest" og "Kapitalen". Samtidig arbejdede John Stuart Mill med begreberne frihed og utilitarisme i værker som "On Liberty" og "Utilitarianism".
Det 20. århundrede bragte nye udfordringer og filosofiske udviklinger. Friedrich Hayek advarede mod farerne ved central planlægning og forsvarede fri markedsøkonomi i "The Road to Serfdom". John Rawls introducerede principper om retfærdighed og fairness i "A Theory of Justice". Hannah Arendt analyserede totalitarisme og magtens natur i "The Origins of Totalitarianism" og "The Human Condition". Antonio Gramsci udviklede begrebet kulturel hegemoni og analyserede ideologiske magtstrukturer i "Prison Notebooks".
Moderne politisk filosofi fortsætter med at udvikle sig med fokus på globale spørgsmål som miljøpolitik, menneskerettigheder og global retfærdighed. Filosoffer som Jürgen Habermas har bidraget med teorier om kommunikation og demokrati, mens Michel Foucault har undersøgt magtens mikrofysik og sociale institutioner. Disse bidrag har udvidet forståelsen af magt og retfærdighed i en globaliseret verden.
I slutningen af det 20. århundrede har den politiske debat også stået imellem liberalisme og kommunitarisme. Modsat liberalismen tager kommunitarismen udgangspunkt i samfundet.

## Vigtige vestlige politiske filosoffer

### Platon
Platon var en af de mest indflydelsesrige filosoffer i den vestlige tanketradition. Han var elev af Sokrates og lærer til Aristoteles. Platon grundlagde Akademiet i Athen, en af de tidligste kendte organiserede skoler i den vestlige verden.
I sit værk "Staten" beskriver Platon sit syn på det ideelle fornuftsbaserede samfund og dets styreform. Han foreslår en samfundsstruktur bestående af tre klasser: filosofer-konger, som skal regere, krigere, som skal beskytte staten, og håndværkere og bønder, som skal producere varer og tjenesteydelser. Filosofer-kongerne er de bedst kvalificerede til at styre, fordi de har adgang til viden om de evige idéer og derfor kan træffe beslutninger til samfundets bedste.

### Aristoteles
Aristoteles var en græsk filosof og elev af Platon. I sit værk "Statslære" undersøger Aristoteles forskellige styreformer og deres fordele og ulemper. Han mente, at det bedste samfund er et, hvor borgerne kan realisere deres potentiale og leve et dydigt liv. Aristoteles foretrak en blandet forfatning, som kombinerer elementer af demokrati, oligarki og monarki for at sikre stabilitet og retfærdighed. Han understregede også vigtigheden af en stor middelklasse for at bevare balancen i samfundet.

### Augustin
Aurelius Augustinus, almindeligvis kendt som Augustin eller Sankt Augustin, var en romersk-nordafrikansk teolog og filosof, der har haft en dyb og varig indflydelse på kristen teologi og vestlig filosofi. Augustin er især kendt for sine værker "Bekendelser" (Confessiones) og "Guds stad” (De Civitate Dei).
Augustin skrev "Guds stad” som et svar på beskyldningerne mod kristendommen efter Romerrigets fald. Han opstiller en dualistisk vision af historien, hvor to byer er i konstant konflikt: "Guds by" og "den jordiske by". "Guds by" repræsenterer de troende, der lever efter Guds vilje og søger evig fred, mens "den jordiske by" repræsenterer dem, der lever efter verdslige ambitioner og søger magt og materielle goder. Augustin argumenterer for, at den sande fred og retfærdighed kun findes i "Guds by", mens den jordiske by er præget af synd og ustabilitet.

### Nicolo Machiavelli
Niccolò Machiavelli var en italiensk diplomat og filosof, som er mest kendt for sin bog "Fyrsten" (Il Principe), skrevet i 1513. Machiavelli er ofte anset som grundlæggeren af moderne politisk realisme, som fokuserer på magtens mekanismer og pragmatisme i politisk ledelse.
Machiavelli mente, at en hersker bør være mere fokuseret på effektivitet og magtens opretholdelse end på moralske eller etiske principper. Machiavelli argumenterede for, at vold og bedrag kan være nødvendige og legitime midler for en hersker, hvis de tjener til at opretholde staten og herskerens magt.

### Thomas More
Thomas More var en engelsk advokat, socialfilosof, forfatter, statsmand og humanist, der er bedst kendt for sit værk "Utopia". More blev senere kanoniseret som helgen i den katolske kirke. Hans liv og arbejde har haft en betydelig indflydelse på politisk filosofi og social tænkning.
"Utopia" er Mores mest berømte værk og beskriver en imaginær ø, hvor et ideelt samfund eksisterer. Bogen er delt i to dele: den første del er en kritik af samtidens europæiske samfund, og den anden del beskriver Utopia. Utopia er karakteriseret ved fælles ejendom, fravær af privat ejendom, religionsfrihed, universel uddannelse og et retfærdigt og humant straffesystem. Arbejde er organiseret, så alle bidrager og får tid til fritid og intellektuel udvikling.
More bruger Utopia som et spejl til at kritisere samtidens europæiske samfund, især det engelske. Han påpeger problemer som korruption, uretfærdighed, fattigdom og grådighed. I Utopia ejer ingen privat ejendom, hvilket eliminerer grådighed og sociale uligheder. More foreslår, at fælles ejendom og lige fordeling af ressourcer fører til et mere retfærdigt og harmonisk samfund. More understreger vigtigheden af uddannelse for alle borgere og foreslår, at arbejdet skal fordeles retfærdigt, så alle har tid til fritid og personlig udvikling.

### Thomas Hobbes
Thomas Hobbes var en engelsk filosof, som er mest kendt for sit værk "Leviathan" (1651). Hobbes’ politiske filosofi er centreret omkring idéen om naturtilstanden, en hypotetisk tilstand hvor menneskelivet er "ensomt, fattigt, ubehageligt, brutalt og kort". I naturtilstanden eksisterer der ingen regeringer eller love, og mennesker lever i konstant frygt for vold og død.

### John Locke
John Locke var en engelsk filosof og læge, der er kendt som en af oplysningstidens mest indflydelsesrige tænkere. Hans politiske filosofi har haft en varig indflydelse på liberalisme og moderne demokratisk tænkning. I sit værk "Two Treatises of Government" argumenterer Locke for, at regeringer får deres legitimitet fra samtykke fra de regerede, og at individer har naturlige rettigheder til liv, frihed og ejendom. Han mener, at mennesker i naturtilstanden er frie og lige, og at de indgår i en social kontrakt for at beskytte deres naturlige rettigheder. Regeringen skal således være begrænset og opdelt for at undgå tyranni og sikre individets frihed.
Locke's ideer om ejendomsret og den enkeltes ret til at forbedre sin situation gennem arbejde har haft en dyb indflydelse på udviklingen af kapitalistisk økonomi. Hans tanker om regeringsførelse og individuelle rettigheder har dannet grundlaget for mange moderne demokratiske systemer og er blevet inkorporeret i flere nationale forfatninger, herunder den amerikanske.

### Montesquieu
Charles-Louis de Secondat, baron de La Brède et de Montesquieu, var en fransk jurist, politisk filosof og en af oplysningstidens mest indflydelsesrige tænkere. Han er bedst kendt for sit værk "De l'esprit des lois" (Lovens ånd), hvor han præsenterer sine ideer om lovgivning, regeringsformer og magtens fordeling.
Montesquieu's mest berømte bidrag til politisk teori er princippet om magtens tredeling. Han argumenterede for, at politisk magt bør opdeles i tre separate grene: den lovgivende, den udøvende og den dømmende magt. Dette system skulle forhindre magtmisbrug og sikre en balance, hvor hver gren kan kontrollere og begrænse de andre. Dette princip har haft en varig indflydelse på moderne demokratiske regeringssystemer, herunder USA's forfatning.

### Jean-Jacques Rousseau
Jean-Jacques Rousseau var en schweizisk-fransk filosof og forfatter fra det 18. århundrede, hvis politiske filosofi havde en betydelig indflydelse på udviklingen af moderne politisk tænkning. Hans politiske ideer er uddybet i hans hovedværker, især Samfundskontrakten. Rousseaus mest berømte begreb er den sociale kontrakt, som beskriver den teoretiske aftale mellem individer om at skabe et civilsamfund og blive styret af en kollektiv vilje. I den sociale kontrakt opgiver individer frivilligt nogle af deres naturlige friheder for at danne et samfund, der arbejder for det fælles bedste.
Rousseau opstiller ideen om den "generelle vilje" eller almenviljen som folkets kollektive vilje, som repræsenterer fællesskabets fælles interesser og forhåbninger. Han foreslår, at almenviljen altid er rettet mod det fælles bedste og adskiller sig fra summen af individuelle viljer. Med udgangspunkt i konceptet om den generelle vilje tror Rousseau på princippet om folkesuverænitet. Efter hans opfattelse er den ultimative kilde til politisk autoritet folket, og legitim regering opstår kun, når den er baseret på de regeredes samtykke. Rousseau går ind for en form for direkte demokrati, hvor borgerne aktivt deltager i beslutningsprocesser frem for at uddelegere magt til repræsentanter. Han mener, at dette system sikrer, at love og politikker afspejler folkets sande vilje. Rousseau understreger vigtigheden af medborgeruddannelse for at skabe dydige og ansvarlige borgere, der prioriterer det fælles bedste frem for individuelle interesser. Han foreslog, at enkeltpersoner skulle uddannes til at være aktive deltagere i den politiske proces.
Rousseau kritiserede også den ulige fordeling af rigdom og magt i samfundet. Han mente, at privat ejendom og fremkomsten af sociale hierarkier var de grundlæggende årsager til meget af uretfærdigheden og konflikten i menneskelige samfund.

### Edmund Burke
Edmund Burke var en irskfødt britisk statsmand, politisk teoretiker og filosof, der anses for at være grundlæggeren af den moderne konservatisme. Burke's værker, især "Reflections on the Revolution in France" (1790), kritiserede de radikale ideer og volden i den franske revolution. Han argumenterede for, at samfundets stabilitet og orden skal bevares gennem respekt for traditioner, institutioner og gradvise reformer frem for revolutionær forandring. Burke mente, at samfundet er et komplekst netværk af relationer, som ikke kan forstås eller ændres gennem abstrakte ideologiske teorier. Han betonede vigtigheden af erfaring, moral og religion som grundlag for politisk beslutningstagning.

### Adam Smith
Adam Smith, en skotsk økonom og filosof fra det 18. århundrede, betragtes bredt som grundlæggeren af moderne økonomi og en nøglefigur i udviklingen af klassisk liberalisme. Hans politiske filosofi er indviklet forbundet med hans økonomiske ideer, som primært bliver forklaret i hans skelsættende værk, An Inquiry into the Nature and Causes of the Wealth of Nations. Adam Smiths økonomiske tanke er baseret på principperne for økonomisk liberalisme. Han argumenterede for en laissez-faire-tilgang til økonomisk politik, idet han gik ind for minimal regeringsintervention i økonomien. Ifølge Smith ville enkeltpersoner, der forfølger deres egeninteresse på et frit marked, føre til den bedste allokering af ressourcer og overordnet økonomisk velstand.
Et af Smiths mest berømte koncepter er den "usynlige hånd." Han foreslog, at på et frit marked bidrager individer, der handler i jagten på deres egeninteresse, utilsigtet til samfundets kollektive bedste. Markedets selvregulerende karakter, drevet af udbud og efterspørgsel, ville føre til en effektiv allokering af ressourcer og velfærd for samfundet som helhed. Smith anerkendte vigtigheden af arbejdsdelingen for at øge produktiviteten. Han forklarede, at når arbejdere specialiserer sig i specifikke opgaver, bliver de mere dygtige og effektive, hvilket fører til øget produktion og økonomisk vækst. Smiths arbejde kombinerede ideen om egeninteresse med sympati eller empati for andre. Mens individer forfølger deres egeninteresse, har de også en naturlig evne til sympati, som giver dem mulighed for at forstå og drage omsorg for andres velbefindende. Dette aspekt af den menneskelige natur skaber grundlaget for social sammenhængskraft og samarbejde.
Smith gik ind for en begrænset regeringsrolle i økonomien. Han mente, at regeringen primært skulle fokusere på at opretholde retsstaten, håndhæve kontrakter og levere offentlige goder, som den private sektor ikke effektivt kunne producere, såsom forsvar og infrastruktur.

### Alexis de Tocqueville
Alexis de Tocqueville er kendt for "Democracy in America", hvor han analyserer det amerikanske demokrati og dets indflydelse på samfundet, og diskuterer frihed, lighed og demokratiets udfordringer.

### Karl Marx
Karl Marx er grundlægger marxismen og kendt for "Det Kommunistiske Manifest" og "Kapitalen", hvor han analyserer kapitalismens strukturer og foreslår en proletarisk revolution.
Karl Marx' politiske filosofi er en omfattende teori, der søger at forstå og kritisere det kapitalistiske system og foreslå en alternativ vision for samfundet. Marx var en tysk filosof, økonom og revolutionær socialist fra det 19. århundrede, der sammen med Friedrich Engels var medforfatter til indflydelsesrige værker som. Marx mente, at historiens drivkraft er konflikten mellem forskellige sociale klasser og deres kampe for kontrol over produktionsmidlerne. Han argumenterede for, at samfundets økonomiske grundlag (produktionsmåden) bestemmer overbygningen (ideologi, kultur, politiske institutioner osv.). Marx var påvirket af Georg Wilhelm Friedrich Hegels filosofiske dialektik. Han anvendte denne dialektiske metode til den materielle verden, idet han forstod social udvikling som en proces af modsætninger og konflikter, der fører til nye sociale arrangementer. Marx' mest betydningsfulde kritik var af det kapitalistiske system. Han hævdede, at kapitalisme i sagens natur er udbytende, da den er afhængig af den merværdi, der skabes af arbejdernes arbejde, som kapitalister tilegner sig som profit. Marx mente, at denne udbytning ville føre til klassekamp og i sidste ende kapitalismens omstyrtelse.

### John Stuart Mill
John Stuart Mill var en engelsk filosof og økonom, der spillede en central rolle i udviklingen af moderne liberalisme og utilitarisme. Mill er bedst kendt for sine værker "On Liberty" og "Utilitarianism".
I "On Liberty" argumenterer Mill for individets ret til frihed, så længe denne frihed ikke skader andre. Han introducerer skadesprincippet, som siger, at magt kun kan udøves over et individ mod deres vilje for at forhindre skade på andre. Mill understreger vigtigheden af ytringsfrihed og fri meningsudveksling som grundlæggende for et frit og progressivt samfund.

### Antonio Gramsci
Antonio Gramsci var italiensk marxistisk tænker kendt for "Prison Notebooks", hvor han udviklede begreber som kulturel hegemoni og analyserede hvordan samfundets magtstrukturer opretholdes gennem kulturel dominans og ideologi.
Gramsci introducerede begrebet kulturel hegemoni, som refererer til den måde, hvorpå den dominerende klasse opretholder magt gennem kulturel og ideologisk dominans snarere end blot gennem vold eller økonomisk tvang. Han argumenterede for, at borgerskabet opretholder sin magt ved at forme og kontrollere den kulturelle og intellektuelle produktion, hvilket gør deres værdier til de "fælles" værdier i samfundet.
Gramsci skelnede mellem civil samfund (kulturelle institutioner som skoler, kirker, medier) og det politiske samfund (staten). Han mente, at civil samfund spiller en afgørende rolle i at opretholde hegemoni. For at ændre samfundet, mente Gramsci, skal revolutionære bevægelser vinde kontrol over civil samfund og skabe en ny hegemoni, der kan udfordre den eksisterende magtstruktur.
En anden vigtig idé i Gramsci's arbejde er konceptet om den "organiske intellektuelle". Dette er individer fra arbejderklassen, der forstår og artikulerer deres klasses interesser og behov. Disse intellektuelle spiller en vigtig rolle i at fremme arbejderklassens bevidsthed og kamp mod hegemoniske kræfter. Gramsci's tanker har haft en vedvarende indflydelse på studier af kultur, magt og ideologi, og hans teorier om hegemoni er fortsat relevante i analyser af moderne politiske og sociale strukturer.

### Simone Weil
Simone Weil var en fransk filosof, mystiker og politisk aktivist, der er kendt for sin dybe etiske og spirituelle refleksion samt hendes engagement i sociale og politiske spørgsmål. Weil kombinerede en skarp intellektuel tilgang med en intens spirituel søgen, og hendes arbejde spænder over filosofi, politik, teologi og mystik.
I sit værk "L'Enracinement" (Rodfæstelse) argumenterer Weil for, at rodfæstelse – en følelse af tilhørighed og forbindelse til samfundet og dets traditioner – er et grundlæggende menneskelig behov. Hun mente, at moderne samfund, især under kapitalisme og imperialisme, ofte skaber rodløshed og fremmedgørelse. Weil så rodfæstelse som essentiel for social og individuel trivsel, og hun foreslog sociale og politiske reformer for at fremme denne tilstand.

### Giovanni Gentile
Giovanni Gentile var en af de vigtigste intellektuelle bag italiensk fascisme. Han samarbejdede med Benito Mussolini og udviklede den filosofiske retning kendt som "aktualisme", som understregede viljens overlegenhed og individets rolle i skabelsen af virkeligheden. Hans arbejde var med til at legitimere fascismens autoritære og korporative stat.
Gentile betragtede staten som en organisk enhed, der overgik individets interesser. Staten var den højeste manifestation af menneskelig vilje og moral, og individets frihed fandtes kun i tjeneste for staten. Gentile støttede ideen om korporatisme, hvor samfundet er opdelt i erhvervskorporationer, der arbejder sammen under statens ledelse. Dette var en central del af den fascistiske økonomiske politik.

### Emma Goldman
Emma Goldman var en anarkistisk feminist og social aktivist, der kæmpede for kvinders rettigheder, fri kærlighed og ytringsfrihed. Hun var en stærk kritiker af kapitalisme, militarisme og institutionel religion.

### Alfred Rosenberg
Alfred Rosenberg var en af de ledende ideologer i det nazistiske parti. Hans teorier om race og kultur havde stor indflydelse på nazistisk politik, især antisemitisme og arisk overlegenhed. Han spillede en central rolle i at forme den nazistiske verdensanskuelse.
Rosenbergs arbejde var gennemsyret af raceteorier. Han fremmede ideen om arisk overlegenhed og antisemitisme og mente, at den ariske race var ansvarlig for alle store civilisationers udvikling. Rosenberg var stærkt kritisk overfor kristendommen, som han betragtede som en ødelæggende og fremmed indflydelse på den ariske kultur. Han foreslog en ny form for religion baseret på ariske værdier og tyske hedenske traditioner.
I "The Myth of the Twentieth Century" argumenterede han for, at myter og symboler var essentielle for at skabe en national identitet. Han betragtede jødedommen som den primære fjende af den ariske race og en ødelæggende kraft i historien.

### Carl Schmitt
Carl Schmitt var en tysk jurist og politisk teoretiker, som er kendt for sine kontroversielle værker om suverænitet, politisk teori og juridiske spørgsmål. Schmitts tænkning blev dybt påvirket af Weimarrepublikkens krise, og han støttede i en periode naziregimet, hvilket gør hans værker både indflydelsesrige og kontroversielle.
Schmitts mest kendte definition af suverænitet er: "Suveræn er den, der beslutter om undtagelsestilstanden". Han mente, at den suveræne autoritet har magten til at suspendere loven i krisetider for at beskytte staten. Denne idé udfordrer traditionelle juridiske og demokratiske teorier, der ser loven som suveræn over enhver autoritet. Schmitt mente, at i ekstreme situationer må den suveræne kunne handle uden for lovens rammer for at sikre statens overlevelse.
En anden central idé i Schmitts tænkning er ven-fjende distinktionen. Han argumenterede for, at det politiske grundlæggende handler om distinktionen mellem ven og fjende. Politik er for ham en arena for konflikt, hvor denne distinktion afgør, hvem der er del af det politiske fællesskab. Dette synspunkt fører til en opfattelse af politik som en kamp for eksistens, hvor kompromis og samarbejde er sekundære over for beslutningen om, hvem der tilhører fællesskabet og hvem der udelukkes.

### Ernst Jünger
Ernst Jünger var en tysk forfatter og filosof, som blev kendt for sine refleksioner over krig og teknologi samt sin påvirkning på højreradikale tankesæt i Tyskland. Jünger deltog i Første Verdenskrig og blev berømt for sin krigslitteratur, især "In Stahlgewittern" (Storm of Steel), hvor han glorificerede soldatens oplevelse og heroisme. Hans senere værker, såsom "Der Arbeiter" (The Worker), udforskede ideen om den teknokratiske stat og den moderne arbejdskraft. Jünger var kritisk over for Weimarrepublikken og var sympatisk over for konservative revolutionære idéer, der afviste både liberalisme og kommunisme. Selvom han ikke var nazist, har hans ideer haft en vedvarende indflydelse på højreradikale og konservative tænkere i Tyskland og andre steder.

### Herbert Marcuse
Herbert Marcuse var en tysk-amerikansk filosof og medlem af Frankfurterskolen. Han kritiserede kapitalistisk samfundsstruktur og teknologiens rolle i undertrykkelse og fremmedgørelse, og han inspirerede mange i 1960'ernes radikale bevægelser.

### Hannah Arendt
Hannah Arendt var en tysk-født jødisk politisk teoretiker, der senere blev amerikansk statsborger. Hun er kendt for sine dybdegående analyser af totalitarisme, magtens natur og forholdet mellem politik og moral. Arendts arbejde har haft en stor indflydelse på moderne politisk tænkning. Arendt er for værker som "The Origins of Totalitarianism" og "The Human Condition".

### Ayn Rand
Ayn Rand var en russisk-amerikansk forfatter og filosof, som er bedst kendt for sine romaner "The Fountainhead" (1943) og "Atlas Shrugged" (1957). Rand udviklede en filosofi, hun kaldte objektivisme, som forsvarer rational egoisme, kapitalisme og individets rettigheder. Hun argumenterede for, at den moralske værdi i menneskelivet ligger i individuel frihed og selvstændighed, og at enhver person har ret til at leve for deres egen skyld uden at blive ofret for andres behov. I hendes værker fremhæves vigtigheden af personlig integritet og produktiv præstation som grundlaget for et godt liv og et godt samfund. Rand kritiserede altruismen og kollektivismen, som hun mente førte til undertrykkelse og tab af personlig frihed. Hendes filosofi har haft en betydelig indflydelse på libertarianske og konservative bevægelser i USA.

### Michel Foucault
Michel Foucault var en fransk filosof og idehistoriker, som er kendt for sine analyser af magtstrukturer, social kontrol og diskurs. Foucaults arbejde har haft stor indflydelse på en bred vifte af discipliner, herunder sociologi, filosofi, historie og litteraturstudier.
Foucault argumenterede for, at magt og viden er uløseligt forbundet. Han mente, at viden ikke er neutral, men skabes og anvendes til at udøve magt. Han undersøgte, hvordan institutioner som fængsler, hospitaler og skoler bruger videnssystemer til at kontrollere og disciplinere individer.

### Frederich Hayek
Friedrich Hayek var en østrigsk-britisk økonom og politisk filosof, kendt for sit forsvar af fri markedsøkonomi og kritik af central planlægning. Hayek var en af de mest indflydelsesrige økonomer i det 20. århundrede og en nøglefigur i den østrigske økonomiske skole. I sit mest kendte værk, "The Road to Serfdom", advarer Hayek mod farerne ved statslig indblanding i økonomien og argumenterer for, at central planlægning fører til tab af individuel frihed og til totalitære samfund. Han mener, at frie markeder, hvor priserne bestemmes af udbud og efterspørgsel, er nødvendige for økonomisk effektivitet og individuel frihed.
Hayek understreger vigtigheden af decentraliseret viden, hvor beslutninger træffes af de personer, der har den mest direkte og relevante information, snarere end af en central myndighed. Han argumenterer for, at ingen central planlægger kan have tilstrækkelig viden til at træffe effektive økonomiske beslutninger for et helt samfund. Hayeks ideer har haft en stor indflydelse på moderne økonomisk politik og har inspireret til markedsorienterede reformer i mange lande verden over, især i 1980'erne og 1990'erne. Hans forsvar for frie markeder og individuelle friheder fortsætter med at være en central del af liberal økonomisk tænkning. i.

### John Rawls
John Rawls er kendt for sit værk "En teori om retfærdighed", hvor han udviklede teorien om retfærdighed som fairness. Hans arbejde inden for politisk filosofi og etik har haft stor indflydelse på samtaler om retfærdighed og samfundsmæssige strukturer.
Moderne politisk filosofi siges ofte at være startet i 1971, med John Rawls' bog, der er et svar på utilitarismen. Hans kritik af denne er, at det enkelte individ ikke har nogle rettigheder. Det utilitaristiske samfund strider groft imod retfærdigheden, idet der ikke er grænser for hvad fællesskabet kan gøre imod den enkelte. Rawls er således tilhænger af liberalismen, der her skal forstås som den del af politisk filosofi, der tager udgangspunkt i individet. Rawls er tilhænger af et samfund, der omfordeler, til fordel for de, der uden egen skyld er fattige, f.eks. er født med invaliderende sygdom, da disse har ret til hjælp.

### Robert Nozick
Robert Nozick var en førende figur inden for politisk filosofi og var kendt for sit værk "Anarchy, State, and Utopia", hvor han argumenterede for minimalstaten og individets rettigheder. Hans arbejde udfordrede Rawls' teorier og bidrog til udviklingen af libertarianisme.
Rawls kritiseres af Robert Nozick, der ser anderledes på individets rettigheder. Nozick mener at individet har ret til sin ejendom, hvorfor den beskatning, der må finde sted for at finansiere velfærdsstaten, er tyveri. Således forsvarer han libertarianisme. Begge tager som det bemærkes, trods meget forskellige synspunkter, udgangspunkt i individet, og er dermed begge liberalister.

### Jürgen Habermas
Jürgen Habermas er en tysk filosof og sociolog, der er kendt for sit arbejde inden for kritisk teori og kommunikationsteori. Habermas har haft en stor indflydelse på moderne social og politisk tænkning.
Habermas' teori om kommunikativ handling beskriver, hvordan mennesker kommunikerer for at nå til gensidig forståelse og konsensus. Han skelner mellem strategisk handling, hvor kommunikation bruges som et middel til et mål, og kommunikativ handling, hvor målet er forståelse og enighed. Han mener, at rationel kommunikation er essentiel for demokratisk deltagelse og beslutningstagning.
Habermas har analyseret begrebet den offentlige sfære, som er et rum, hvor borgere kan diskutere og debattere offentlige anliggender frit og ligeværdigt. Han ser dette som fundamentalt for et fungerende demokrati. Han argumenterer for, at en vital offentlig sfære er nødvendig for at holde politik.

### Alain de Benoist
Alain de Benoist er af de mest fremtrædende figurer i Det Nye Højre. Han grundlagde tænketanken GRECE (Groupement de Recherche et d'Études pour la Civilisation Européenne) i 1968, som blev en central institution for bevægelsen. De Benoist har skrevet omfattende om identitet, kultur og kritik af egalitarisme og universalistiske ideologier.

## Vigtige østlige politiske filosoffer

### Mikhail Bakunin
Mikhail Bakunin (1814-1876) var en russisk revolutionær og politisk teoretiker, der er kendt som en af de mest indflydelsesrige anarkistiske filosoffer. Han spillede en central rolle i udviklingen af anarkistisk teori og var en fremtrædende figur i det 19. århundredes europæiske revolutionære bevægelser.

### Peter Kropotkin
Peter Kropotkin var en russisk anarkist, der udviklede teorier om gensidig hjælp som en naturlig tendens i evolutionen. Han argumenterede for, at samarbejde og støtte mellem mennesker er afgørende for social og økonomisk overlevelse.

### Vladimir Lenin
Vladimir Lenin var en russisk revolutionær leder, politisk teoretiker og grundlægger af den sovjetiske stat. Han spillede en afgørende rolle i den russiske revolution i 1917 og var leder af Sovjetunionen indtil sin død i 1924. Lenin videreudviklede marxismen til en teori og praksis, der blev kendt som marxismen-leninismen.
Lenins mest betydningsfulde bidrag til marxistisk teori var hans opfattelse af det revolutionære parti. Han argumenterede for, at en lille, disciplineret, professionel elite af revolutionære (fortroppartiet) skulle lede arbejderklassen til magten, da arbejderne alene ikke kunne udvikle den nødvendige revolutionære bevidsthed uden ledelse. I "Hvad må der gøres?" beskrev Lenin behovet for et sådant parti og dets rolle i at vejlede og organisere arbejderklassen.
Lenin gennemførte oktoberrevolutionen i 1917, hvilket førte til bolsjevikkernes magtovertagelse i Rusland. Efter magtovertagelsen nationaliserede Lenin industrien og gennemførte jordreformer, der overførte jord fra adelige og kirken til bønderne. Han etablerede også et énpartisystem og undertrykte politisk opposition, hvilket førte til en autoritær styreform. Lenins ideer og praksis lagde grunden til den sovjetiske stat og havde en varig indflydelse på kommunistiske bevægelser verden over.

### Mahatma Ghandi
Mahatma Gandhi var en indisk nationalist, advokat og leder af Indiens uafhængighedsbevægelse mod britisk kolonistyre. Han er bedst kendt for sin filosofi om ikke-vold (ahimsa) og civil ulydighed (satyagraha), som han brugte til at mobilisere millioner af indianere i kampen for selvstændighed.
Gandhi udviklede ideen om satyagraha, som betyder "fasthed i sandheden". Denne metode indebærer ikke-voldelig modstand og civil ulydighed mod uretfærdige love og undertrykkelse. Gandhis tro på ikke-vold var dybt forankret i hans religiøse og etiske overbevisninger, og han mente, at retfærdighed kunne opnås gennem moralsk styrke og selvopofrelse frem for vold og aggression.

### Ivan Iljin
Ivan Aleksandrovitj Iljin var en russisk jurist, filosof og politisk tænker. Han blev forvist fra Rusland efter bolsjevikkernes magtovertagelse og levede i eksil i Vesteuropa, hvor han fortsatte sin filosofiske og politiske skrivning.
Iljin var en stærk tilhænger af russisk nationalisme og ortodokse kristne værdier. Han mente, at Rusland havde en særlig spirituel mission og skulle genoprette sin nationale og religiøse identitet. Iljin mente, at staten havde en gudgiven ret til at beskytte og fremme det gode i samfundet. Han forsvarede autoritære styringsformer som nødvendige for at opretholde orden og moral. Iljins værker senere blev genopdaget og genanvendt i post-sovjetisk Rusland som en del af den nationale genopvågning.

### Mao Zedong
Mao Zedong var en kinesisk revolutionær leder, politisk teoretiker og formand for det Kinesiske Kommunistparti. Han spillede en afgørende rolle i etableringen af Folkerepublikken Kina i 1949 og var landets øverste leder indtil sin død i 1976. Mao's politiske filosofi, kendt som maoisme, er en variant af marxismen-leninismen, der er tilpasset kinesiske forhold.
Maoisme er en form for kommunisme, der lægger vægt på landbrug og bondeklassens rolle i revolutionen, i modsætning til den industrielle arbejderklasse, som Marx og Lenin primært fokuserede på. Mao troede, at bønderne kunne være drivkraften bag en revolution i et land med en stor landbrugsbefolkning som Kina. Mao udviklede teorien om "folkelig krig", som beskriver en guerillakrigsførelse, hvor revolutionære styrker opbygger støtte blandt landbefolkningen og bruger fleksible, mobile taktikker til at bekæmpe stærkere konventionelle militære styrker. Denne strategi blev anvendt effektivt under den kinesiske borgerkrig mod Kuomintang.
Mao mente, at revolutionen ikke skulle stoppe efter magtovertagelsen, men skulle fortsætte for at forhindre dannelsen af en ny herskende klasse og for at sikre, at samfundet fortsat bevægede sig mod kommunisme. Denne idé blev tydeliggjort i Kulturrevolutionen (1966-1976), hvor Mao forsøgte at rense partiet for kapitalistiske og traditionelle elementer ved at mobilisere ungdommen. Mao fremhævede vigtigheden af selvforsyning og mente, at Kina skulle udvikle sig uafhængigt af udenlandske magter. Masselinjen er et centralt koncept i maoismen, hvor ledelsen skal lytte til folkets behov og ønsker, integrere dem i politikker og derefter implementere disse politikker med folkets støtte. Mao var stærkt imod det, han anså for revisionisme inden for kommunistpartiet, og han insisterede på en fortsat kamp mod hvad han betragtede som borgerlige og kapitalistiske elementer i samfundet.

### Thich Nhat Hanh
Thich Nhat Hanh var en vietnamesisk buddhistmunk, fredsaktivist og forfatter, som blev kendt for sin praksis af engageret buddhisme og sin indsats for at fremme fred og forsoning. Han blev eksileret fra Vietnam på grund af sin fredsindsats under Vietnamkrigen og bosatte sig senere i Frankrig, hvor han grundlagde Plum Village, et internationalt meditationscenter.
Thich Nhat Hanh udviklede begrebet "engageret buddhisme", som integrerer buddhistisk praksis og filosofi med aktivt socialt engagement. Han underviste i mindfulness, ikke-vold og medfølelse som grundlaget for individuel og kollektiv transformation.
Han var en stærk fortaler for miljøbevidsthed, menneskerettigheder og social retfærdighed. Hans værker har haft en betydelig indflydelse på både buddhistisk praksis og globale freds- og retfærdighedsbevægelser.

### Aleksandr Dugin
Aleksandr Dugin er en russisk politisk teoretiker og strateg, kendt for sin indflydelse på den russiske nykonservative bevægelse og sin støtte til Vladimir Putins regering. Dugin er grundlæggeren af den eurasiske bevægelse, som søger at skabe en geopolitisk blok mellem Europa og Asien for at modstå vestlig indflydelse. Hans værk "The Foundations of Geopolitics" har haft en betydelig indflydelse på russisk militær og politisk tænkning. Dugin er fortaler for en multipolær verden og modstander af globalisering, liberalisme og amerikansk hegemoni. Han har også udviklet en ideologi kaldet "den fjerde politiske teori", som forsøger at gå ud over fascisme, kommunisme og liberalisme.

## Vigtige afrikanske politiske filosoffer

### Frantz Fanon
Frantz Fanon var en fransk-antikllisk psykiater, filosof og revolutionær, som er bedst kendt for sine værker om kolonialisme og de- kolonisation. Fanon arbejdede som psykiater i Algeriet under den algeriske uafhængighedskrig og blev en stærk fortaler for algerisk uafhængighed. Han argumenterede for vold som en nødvendig del af dekoloniseringen og frigørelsen fra kolonial undertrykkelse.
Fanon's mest berømte værk “The Wretched of the Earth" er en dybdegående analyse af kolonialismens psykologiske og sociale virkninger. Han argumenterer for, at vold er en nødvendig og legitim del af afkolonisering, da det tjener som et middel til at frigøre de koloniserede folks bevidsthed og genoprette deres værdighed. Fanon skrev også "Black Skin, White Masks", hvor han analyserede de psykologiske konsekvenser af racisme og kolonial dominans.

### Steve Biko
Steve Biko var en sydafrikansk anti-apartheidaktivist og grundlægger af Black Consciousness Movement (BCM). Biko mente, at befrielsen af sorte sydafrikanere måtte begynde med en psykologisk og kulturel opvågning, hvor sorte mennesker skulle genopdage deres egen værdi og værdighed.
Biko argumenterede for, at apartheid ikke kun var et politisk og økonomisk system, men også en psykologisk undertrykkelse, som gjorde sorte mennesker selvfornægtende og afhængige af hvide. Hans filosofi var centreret omkring "Black Consciousness", som opfordrede sorte sydafrikanere til at tage kontrol over deres egen bevidsthed og kultur. Bikos skrifter og taler, samlet i værker som "I Write What I Like", fortsætter med at inspirere menneskerettighedsbevægelser verden over.

## Vigtige latinamerikanske politiske filosoffer

### Juan Bautista Alberdi
Juan Bautista Alberdi var en argentinsk advokat, diplomat og politisk filosof, som havde stor indflydelse på udformningen af Argentinas forfatning i 1853. Alberdi's værk "Bases y puntos de partida para la organización política de la República Argentina" lagde grundlaget for Argentinas politiske og juridiske struktur. Han argumenterede for en føderal republik, respekt for individuelle rettigheder og fremme af immigration for at styrke nationens økonomi og diversitet. Alberdi var også en fortaler for fri handel og økonomisk liberalisme, hvilket havde stor indflydelse på Argentinas udvikling i det 19. århundrede.

### Ernesto “Che” Guevara
Ernesto "Che" Guevara var en argentinsk marxistisk revolutionær, læge og en af de vigtigste ledere af den cubanske revolution. Guevara spillede en central rolle i at styrte Fulgencio Batistas regime i Cuba og var en nøglefigur i etableringen af den cubanske socialistiske stat. Hans skrifter, som "Guerrilla Warfare" og "The Motorcycle Diaries", beskriver hans ideer om revolutionær kamp, social retfærdighed og anti-imperialisme. Che Guevara argumenterede for, at væbnet kamp var nødvendig for at bekæmpe uretfærdighed og undertrykkelse i Latinamerika og andre steder. Han mente, at revolutionære skulle være villige til at ofre sig selv for det større gode og arbejde for en global socialistisk revolution. Che's ikoniske status og hans martyrdød har gjort ham til en symbolsk figur for oprør og modstand mod uretfærdighed.

### Paulo Freire
Paulo Freire var en brasiliansk pædagog og filosof, som blev kendt for sin banebrydende arbejde inden for kritisk pædagogik. Freire's mest berømte værk “De undertryktes pædagogik" introducerede begreber som dialogisk undervisning og bevidstgørelse (conscientização). Han argumenterede for, at uddannelse skulle være en frigørende praksis, hvor eleverne aktivt deltager i læringsprocessen og udvikler en kritisk bevidsthed om deres sociale situation. Freire's ideer har haft stor indflydelse på uddannelsesreformer og social retfærdighedsbevægelser over hele verden.

## I Danmark
Politisk filosofi fra Danmark er den intellektuelle tradition for filosofisk tænkning om politik, regeringsførelse og samfundsmæssig organisering, der stammer fra Danmark. Dansk politisk filosofi har sine rødder i forskellige historiske perioder og er blevet påvirket af tænkere fra forskellige filosofiske skoler.
En væsentlig figur i dansk politisk filosofi er Søren Kierkegaard, en eksistentiel filosof, der undersøgte individets forhold til samfund, religion og politik. Hans skrifter dykkede ned i temaer om subjektivitet, frihed og modernitetens udfordringer.udfordringer. Selvom han ikke var en politisk filosof i traditionel forstand, har hans tanker om individets frihed, valg og ansvar haft indflydelse på politisk tænkning. Kierkegaard understregede individets betydning og dets forhold til sig selv og Gud, og hans skrifter udforsker dybt menneskets frihed og subjektivitet.  Idehistorikeren Ole Morsing har skrevet bogen Kierkegaards samfundskamp, der sammenfatter Kierkegaards politiske filosofi.
Nikolai Frederik Severin Grundtvig var en dansk præst, forfatter, digter, filosof og politiker, som er kendt for sine bidrag til dansk folkeoplysning og demokrati. Grundtvig var en stærk fortaler for folkeoplysning og livslang læring, hvilket han mente var grundlaget for et demokratisk samfund. Han grundlagde højskolebevægelsen, som fokuserede på at give almindelige mennesker adgang til uddannelse og oplysning. Grundtvig så uddannelse som en vej til at skabe en oplyst og ansvarlig befolkning, der kunne deltage aktivt i demokratiet. Hans tanker om "det levende ord" og vigtigheden af åndelig og kulturel oplysning har haft en varig indflydelse på dansk pædagogik og demokratisk kultur.
Hal Koch var en dansk teolog og historiker, der spillede en central rolle i udviklingen af demokratisk tænkning i Danmark i det 20. århundrede. Han er kendt for sit engagement i folkestyrets principper og dialogens betydning i demokratiet. Koch mente, at demokrati ikke blot er en styreform, men en livsform, hvor dialog og gensidig respekt er centrale elementer. Hans værk "Hvad er demokrati?" understreger, at demokrati kræver en aktiv og oplyst befolkning, der deltager i den offentlige debat. Koch var også en stærk fortaler for kirken som en moralsk og etisk vejleder i det demokratiske samfund.
Alf Ross var en dansk jurist og filosof, der var en af de mest fremtrædende skikkelser inden for retsfilosofi og retspositivisme i Danmark. Han var en del af den skandinaviske realismebevægelse og bidrog væsentligt til forståelsen af juridiske begreber og deres anvendelse. Ross' værk "On Law and Justice" argumenterer for en videnskabelig tilgang til loven, hvor retslige beslutninger analyseres på baggrund af empiriske og logiske metoder snarere end moralske eller ideologiske overvejelser. Han mente, at loven skulle forstås som et socialt fænomen, der kan studeres objektivt.
Nils Holtug er en dansk filosof og professor i politisk filosofi, som er kendt for sit arbejde inden for etik, politisk filosofi og socialfilosofi. Han har ydet betydelige bidrag til studiet af spørgsmål som fordelingsretfærdighed, lighed og velfærdsøkonomi. Nils Holtug har udgivet forskellige artikler og bøger.
Marxismen har haft en betydelig indflydelse på politisk filosofi og politisk praksis i Danmark, især i det 20. århundrede. Marxistiske ideer har herunder været genstand for kritik og debat inden for dansk politisk filosofi. Debatten om, hvordan man bedst kombinerer kapitalisme og velfærdsforanstaltninger, og hvordan man forstår klasseforholdene i det moderne samfund, har formet politiske diskussioner. Nogle fremtrædende nulevende politiske filosoffer fra Danmark er blandt andre Søren Mau og Andreas Beck Holm, der begge er marxister. Andreas Beck Holm er lektor ved Afdeling for filosofi og idehistorie på Aarhus Universitet, mens Søren Mau er postdoc samme sted.